# 本位文化与全盘西化论战
本位文化与全盘西化论战是1930年代的一场论战，论战双方分别为本位文化派和全盘西化派。

## 简介
继新文化运动中的东西方文化论战之后，1930年代在国民政府中国本位文化建设运动的背景下，中国思想界再次发生类似的论战，即本位文化与全盘西化论战。论战双方从东方文化派和新文化派变成本位文化派和全盘西化派。
本位文化派的舆论阵地主要是《文化建设》，体现在王新命等十教授于1935年1月10日在《文化建设》第1卷第4期发表的《中国本位的文化建设宣言》和同年5月10日在《文化建设》第1卷第8期发表的《我们的总答复》两文中。全盘西化派代表人物包括胡适、陈序经、吕学海、梁实秋、严既澄、张佛泉、张奚（熙）若、熊梦飞等，主要舆论阵地是《独立评论》。胡适的具体主张体现在1935年3月31日在《独立评论》发表的《试评所谓“中国本位的文化建设”》等。